# Gabriele von Wartensleben

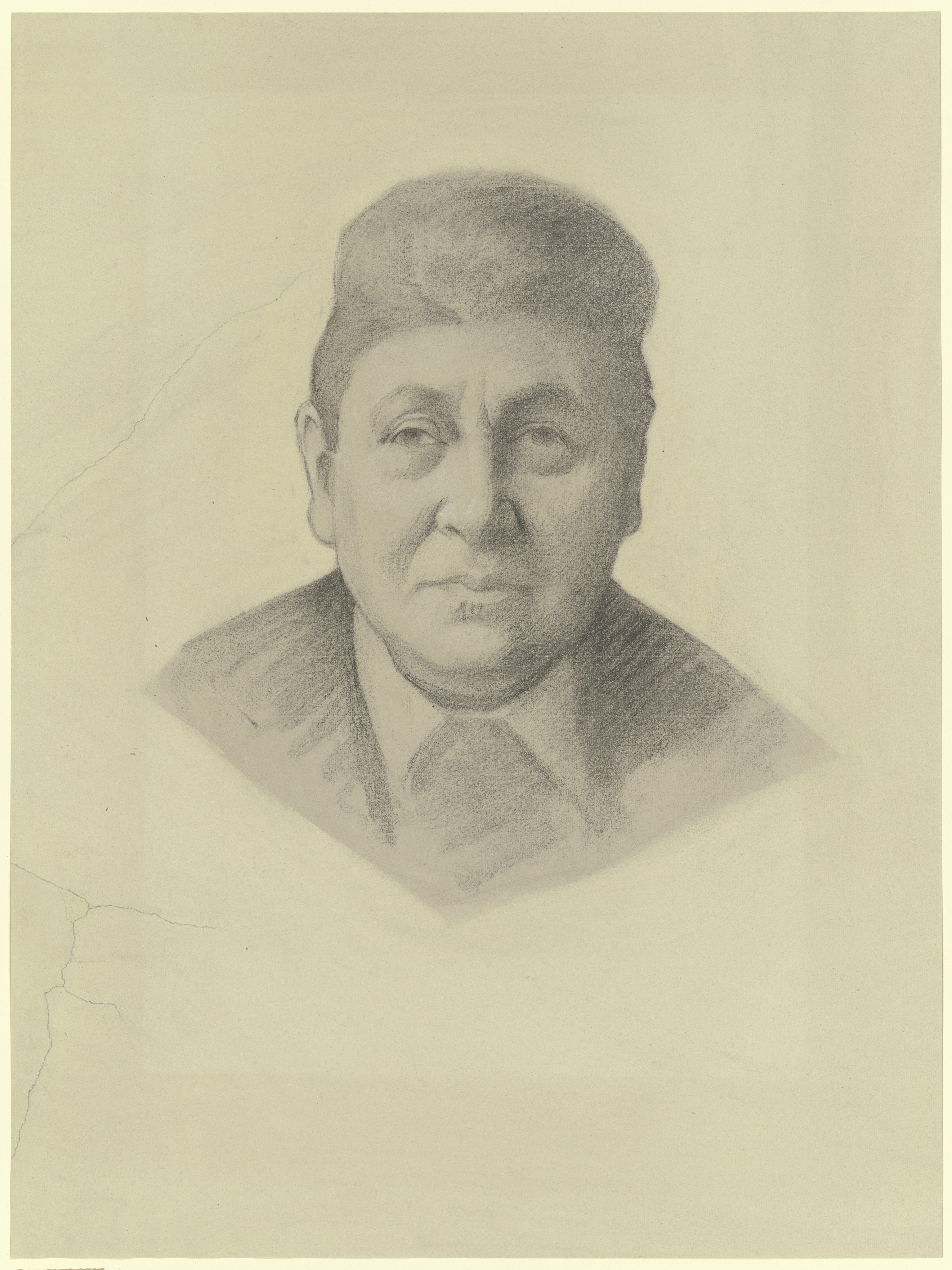
Gabriele von Wartensleben im Jahr 1937, Zeichnung von Ottilie Roederstein

Gabriele Gräfin von Wartensleben (* 24. April 1870 in Ansbach (Bayern); † 12. August 1953 in Basel) war eine deutsche Lehrerin und Psychologin.

## Leben

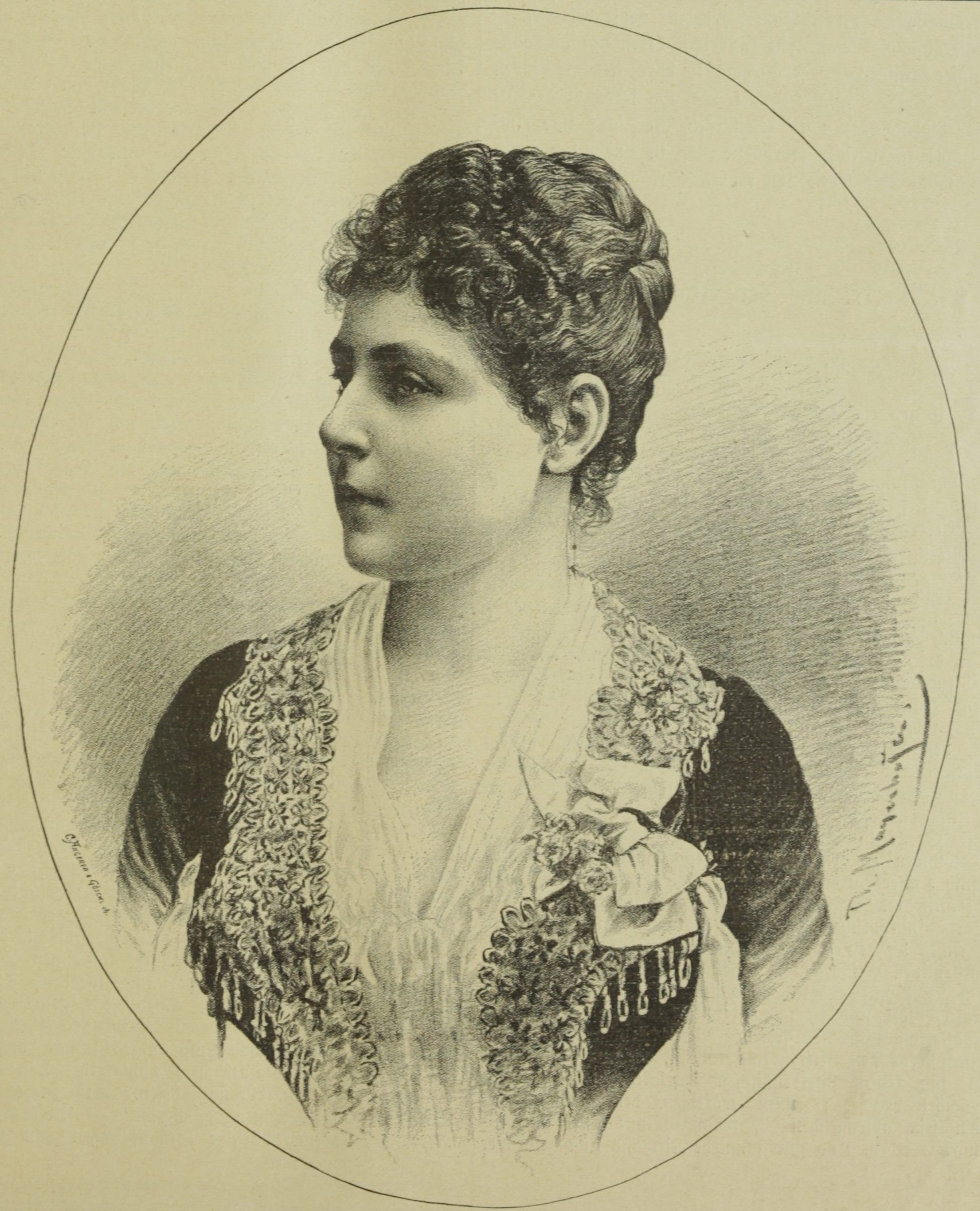
Als 18-Jährige auf dem Cover des Wiener Salonblatts

Gabriele Freiin von Andrian-Werburg war die Tochter des Anthropologen, Ethnographen und Ehrendoktors der Universität Wien Ferdinand Leopold Freiherr von Andrian-Werburg und dessen Gattin Cäcilie Meyerbeer (Tochter des Komponisten Giacomo Meyerbeer); ihr Bruder war der Schriftsteller Leopold Andrian.
Sie heiratete am 27. Mai 1890 den königlich preußischen Regierungsrat Konrad Ulrich Alexander Graf von Wartensleben (* 24. September 1864; † 28. Juli 1931). Der einzige Sohn des Paares, Wilhelm, wurde 1891 geboren. Bereits 1895 wurde die Ehe allerdings in Berlin wieder geschieden. Im gleichen Jahr legte Gabriele von Wartensleben in Zürich die Matura ab und studierte anschließend an der Universität Zürich, an der Universität Leipzig und an der Universität Heidelberg die Fächer Klassische Philologie und Klassische Archäologie. Die Philologisch-Historische Verbindung Cimbria Heidelberg im Naumburger Kartellverband ernannte sie zum Ehrenmitglied. Ihre Dissertation zum Thema „Begriff der griechischen Chreia und Beiträge zur Geschichte ihrer Form“ reichte sie an der Universität Wien ein, wo sie damit am 3. Mai 1900 als erste weibliche Doktorandin zum Dr. phil. promovierte (ohne jemals dort studiert zu haben).
Von 1900 bis 1925 lebte Gabriele von Wartensleben mit kurzen Unterbrechungen in Frankfurt am Main, wo sie am Gymnasium Elisabethenschule unterrichtete und selbst am Psychologischen Institut der Universität Frankfurt Lehrveranstaltungen von Max Wertheimer, dem Begründer der Gestalttheorie, besuchte. Hier schrieb sie auch Psychologiegeschichte, indem sie 1914 die erste schriftliche Zusammenfassung der Gestalttheorie von Max Wertheimer veröffentlichte. Sie demonstrierte in dieser Publikation darüber hinaus erstmals die Möglichkeiten der Anwendung der Grundprinzipien der Gestalttheorie auf die Psychologie der Persönlichkeit.

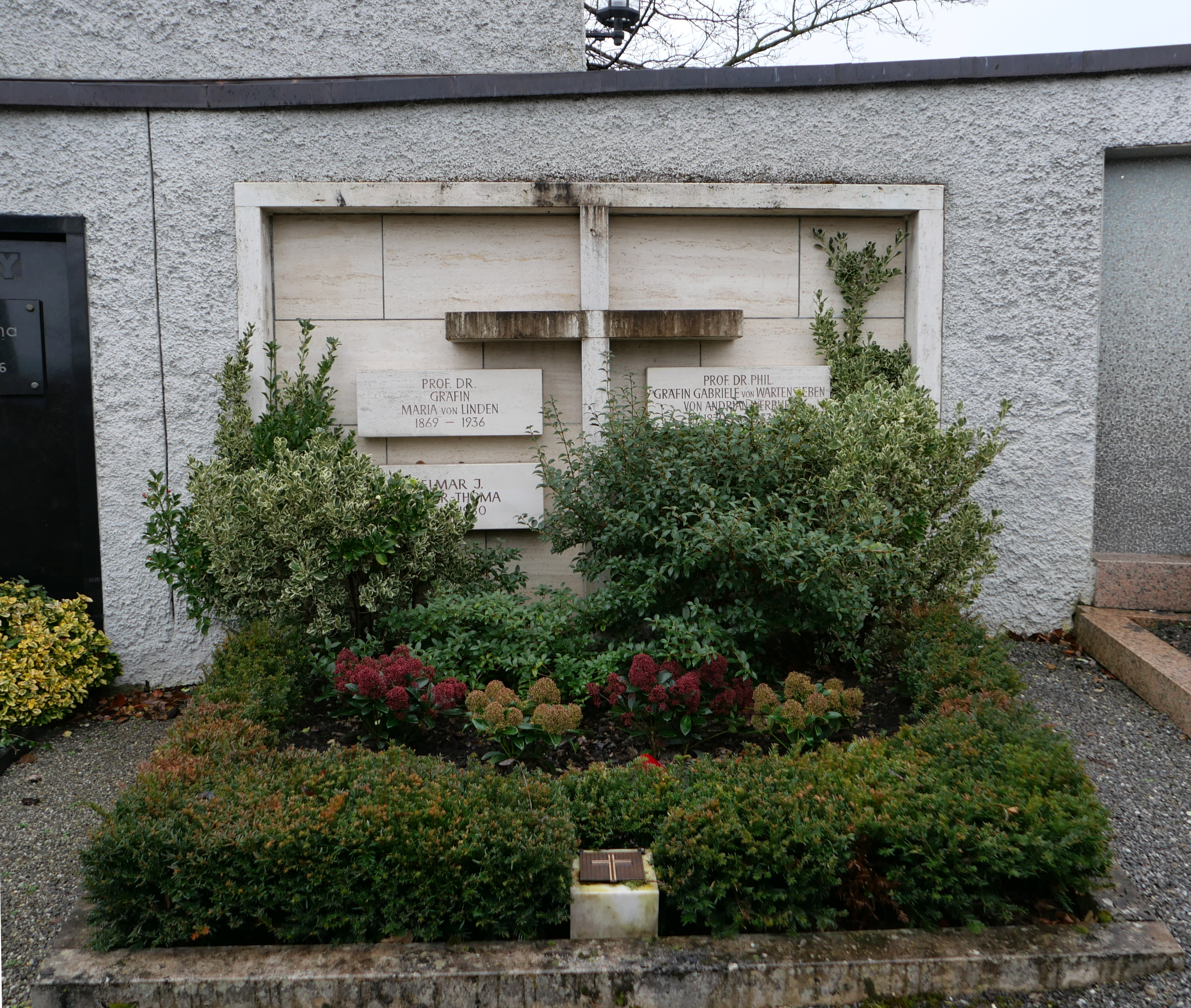
von Wartenslebens Grab.

Nach einigen Jahren in München übersiedelte Gabriele von Wartensleben 1933 nach Basel, wo sie bis zu ihrem Tod am 12. August 1953 als Lehrerin und Autorin tätig war. Sie ließ sich in Schaan (Liechtenstein) im Grab der deutschen Biologin Maria von Linden (1869–1936) bestatten, die als erste Frau in Deutschland den Professorentitel erhalten hatte und mit der von Wartensleben eine „Lebensfreundschaft“ verband.

## Veröffentlichungen (Auswahl)
- Begriff der griechischen Chreia und Beiträge zur Geschichte ihrer Form. Heidelberg: Winter 1901.
- Beiträge zur Psychologie des Übersetzens. In: Zeitschrift für Psychologie 57, 1910, S. 90–115.
- Über den Einfluss der Zwischenzeit auf die Reproduktion gelesener Buchstaben. In: Zeitschrift für Psychologie 64, 1913, S. 321–385.
- Die christliche Persönlichkeit im Idealbild. Eine Beschreibung sub specie psychologica. Kempten und München: Kösel 1914.
- Wahrhaftigkeit und Wesenserfüllung. Regensburg: Habbel 1925.